# Giampaolo Zucchelli
Giampaolo Zucchelli (Livorno, 6 aprile 1927 – Livorno, 24 maggio 2012) è stato un medico e scrittore italiano.
È stato tra i pionieri della geriatria italiana a livello ospedaliero.

## Biografia
Nasce nel quartiere di Montenero nel 1927, da Giulio Zucchelli, segretario della camera di commercio e Jolanda Ghezzani, insegnante. Si laurea in medicina a Pisa, allievo di Cataldo Cassano ed è poi aggregato, in veste di assistente, al reparto di Patologia medica e metodologia clinica, guidato da Fabio Tronchetti. Nel 1962 consegue la libera docenza in patologia speciale medica e metodologia clinica. Nel 1963 diventa aiuto nel neonato reparto di geriatria dell'ospedale di Livorno, assumendo l'anno successivo il ruolo di primario.
Medico personale del presidente della repubblica Giovanni Gronchi, ha curato, nella sua vita professionale, varie personalità italiane e internazionali.
Conosciuto anche come dietologo, all'inizio degli anni '80, in qualità di primario del reparto di medicina generale di Livorno, ha promosso l'istituzione di un servizio diabetologico per la cura e la prevenzione di questa malattia.
Lasciato l'ospedale di Livorno per raggiunti limiti di età, è diventato consulente dell'Unità sanitaria locale di tale città, realizzando progetti nel campo dell'identificazione dei cosiddetti anziani fragili, della lotta all'ageismo e dell'alleviamento della solitudine dell'anziano. e organizzando dei convegni volti a sensibilizzare le istituzioni e la cittadinanza su questi temi.
Diede un seguito pratico a questi lavori, ideando e fondando nel 2004 il consultorio degli anziani fragili, un'istituzione extra-ospedaliera specializzata nella geriatria a carattere preventivo, che vide la luce anche grazie al contributo economico della Fondazione Livorno diretta da Luciano Barsotti.
In questo periodo diede alle stampe alcuni volumi di argomento geriatrico, che si aggiungono alle circa trecento pubblicazioni scientifiche realizzate in precedenza, nel campo della tisiologia, della cardiologia, della diabetologia, della endocrinologia, della patologia medica, della medicina nucleare, discipline in cui si era specializzato o aveva ottenuto il relativo diploma.
Cultore della storia degli ospedali e della sanità, ha scritto alcuni libri in materia.
È stato incluso tra i 428 livornesi più illustri e famosi della storia, dal giornalista e scrittore Gino Bacci, nel volume I grandi di Livorno.